# Sonate pour clarinette et basson
La sonate pour clarinette et basson de Francis Poulenc est une œuvre de musique de chambre composée en 1922. Sa durée totale d'exécution est d'environ 7 à 8 minutes.

## Genèse
La sonate est la troisième œuvre de musique de chambre du compositeur après la Sonate pour deux clarinettes et la Sonate pour piano à quatre mains. Elle est écrite entre août et octobre 1922 en même temps que la Sonate pour cor, trompette et trombone. Elle est créée par Louis Cahuzac à la clarinette au Théâtre des Champs-Élysées à Paris le 4 janvier 1923 lors d'un concert Satie-Poulenc organisée par Jean Wiéner.

## Réception et postérité
Dès sa création, les critiques sont bonnes, notamment celles de Charles Koechlin que rapporte Poulenc dans une de ses lettres. Il précise que son maître a beaucoup aimé ses « fourbis, qu'il a trouvé très bien écrits. C'est là l'essentiel ». Quant au biographe Henri Hell, il trouve que les deux pièces écrites la même année sont « acides et tendres, bien écrites pour les instruments à vent, elles ont toute la qualité de la sonate pour deux clarinettes, contemporaines des Mouvements perpétuels ».

## Style
Cette sonate se rapproche dans sa clarté et de sa précision de celle pour deux clarinettes composée quatre ans plus tôt.

## Structure et analyse

### Structure
Comme la plupart des pièces de musique de chambre du compositeur, à l'exception de la Sonate pour violoncelle et piano, la sonate pour clarinette et basson comporte trois mouvements brefs : 
1. Allegro
2. Romance
3. Final

## Discographie sélective
- Paul Meyer (clarinette) et Gilbert Audin (basson) : Francis Poulenc - Intégrale Musique de chambre - RCA Red Seal

### Autres références
1. ↑  Pochette du disque Francis Poulenc - Intégrale Musique de chambre - RCA Red Seal, p. 6